# 第一次聖薩爾瓦多城戰役
第一次聖薩爾瓦多城戰役(First Battle of San Salvador)，荷屬福爾摩沙 (南台灣)荷蘭人駐軍與西屬艾爾摩沙 (北台灣)西班牙人駐軍之間的一次戰役，發生於於1641年8月，主要戰場在今北台灣基隆市(聖薩爾瓦多城)的和平島(社寮島)一帶。這場戰役被視為結束台灣西班牙統治時期的前奏之一戰役。

## 發生經過

### 起因西班牙聖薩爾瓦多城裁軍
1637年，菲律賓都督科奎拉下令拆除淡水的聖多明哥城，以及聖薩爾瓦多城上的看守堡（la mira）、撤守堡（la retirada）、桶方堡（el cubo），只保留主城聖薩爾瓦多；不過拆除計畫受到當地道明會的反對，桶方堡未被拆除。聖薩爾瓦多城(雞籠)駐軍也縮減至百餘人，且科奎拉每年都會把部份士兵調回菲律賓。

### 荷蘭殖民政府發起第一次聖薩爾瓦多城戰役
西班牙人裁軍的消息傳到大員後，臺灣荷蘭統治時期南台灣的荷蘭人認為征服北台灣西班牙人據點聖薩爾瓦多城的時機已經到來。1641年8月，荷兰东印度公司第6任台灣長官保羅·杜拉弟紐司派遣205位荷軍士兵，及約500位淡水原住民組成的聯軍，試圖進攻社寮島。只是荷軍偵查過社寮島上的據點後，判斷火炮數量不足以攻破城堡，勸降對方失敗後、即返回大員。稍後荷軍在歸途上燒毀了大雞籠社，以誇耀軍威，並把淡水納入治下。。

### 後續第二次聖薩爾瓦多城戰役
經過此戰役，波提羅長官為強化社寮島的防禦，違背科奎拉的指示，重建可以俯瞰聖薩爾瓦多城的撤守堡，以免爾後荷軍從此地居高臨下炮擊主城。 1642年，巴達維亞荷蘭當局再以拉莫提（Johannes Lamotius）為統帥，增援大員當局進攻聖薩爾瓦多城。不過杜拉弟紐司擔心夏季季風結束前，援軍無法抵達台灣，遂派哈魯斯（Hendrik Harouse）率396位士兵先行進攻；遂此展開第二次聖薩爾瓦多城戰役。